# Tumbesia fuliginosa
Tumbesia fuliginosa is een hooiwagen uit de familie Gonyleptidae.